# Lidia Franchetti
Lidia Franchetti (Mosca, 21 novembre 1899 – Roma, 11 aprile 1980) è stata un'artista russa naturalizzata italiana.

## Biografia
Lidia Franchetti, o Lidija Aleksandrovna Trenina Franketti, è stata una scultrice, pittrice, ceramista e scenografa cosmopolita.
Poche notizie si hanno della sua infanzia e della sua prima educazione artistica. A 19 anni insegna in un istituto tecnico artistico nella città di Nižnij Novgorod (1919-1921).. Dal 1926 al 1928 studia a Mosca all'istituto superiore di tecniche artistiche

Negli anni venti si sposa con Vladimir Feliksovič Franketti. Nel 1932, espulsa dalla Russia, si trasferisce con il marito a Parigi dove proseguirà gli studi sotto la guida di Charles Despiau ed entrerà in contatto con gli artisti italiani ivi residenti. I contatti con l'Italia si intensificheranno progressivamente fino al trasferimento a Roma nel 1934 dove aprirà con il marito una scuola d'arte presso la nota Villa Strohl Fern.
Dal 1940 al 1950 ha insegnato presso l'Accademia delle Belle Arti di Roma.
A Milano collaborò con il Teatro Odeon come scenografa e costumista. Nel 1941 fu autrice delle scene e dei costumi de: Il cadavere vivente di L. N. Tolstoj, diretto da Tatiana Pavlova.

## Premi
- 1934 medaglia d'oro al Concorso per il Busto della Regina

## Esposizioni
- 1936 Biennale di Venezia
- 1936 VI Mostra del Sindacato fascista delle Belle arti del Lazio
- 1937 padiglione italiano della Mostra internazionale di Parigi
- 1937 VII Mostra del Sindacato fascista delle Belle arti del Lazio
- 1939 III Quadriennale di Roma
- 1943 IV Quadriennale di Roma
- 1948 V Quadriennale di Roma Rassegna nazionale delle arti figurative
- 1959 VIII Quadriennale Nazionale d'Arte di Roma